# والتر إيزاكسون
والتر إيزاكسون (بالإنجليزية: Walter Isaacson)‏ ولد في (20 مايو 1952) - كاتب ومترجم سير ذاتية. والرئيس والمدير التنفيذي لمعهد آسبن، وهو منظمة تعليمية للدراسات السياسة العامة غير حزبية ويقع مقرها واشنطن العاصمة. كذلك عمل كرئيس ومدير تنفيذي لدى سي إن إن ومدير تحرير لدي مجلة التايم. كتب العديد من السير الذاتية لشخصيات هامة أمثال هنري كيسنجر وبنجامين فرانكلين، وألبرت أينشتاين وستيف جوبز وليوناردو دا فينشي.

## بدايته
ولد والتر إيزاكسون في نيو أورلينز بولاية لويزيانا بالولايات المتحدة. بعد تخرجه من مدرسة نيو أورلينز «إيزيدور نيومان» وكمشارك في البرنامج الصيفي لكلية ديب سبرينجس لجمعية تيلورايد (TASP)، تلقى إيزاكسون تعليمة في كلية هارفارد وحصل على ليسانس في الآداب في عام 1974 في التاريخ والأدب. بينما كان يدرس في هارفارد، كان يرئيس جمعية الطوابع، وعضو في جمعية الهجاء في هارفارد ومقيم في لويل هاوس. فبعد ذلك حضر إلى جامعة أكسفورد في منحة رودس لكلية بمبروك رودس وبدأ يقرأ في الفلسفة والسياسة، والاقتصاد.

## حياته المهنية
بدأ والتر إيزاكسزن حياتة المهنية في الصحافة في جريدة الصنداي تايمز التي تصدر في لندن ثم بعد ذلك عمل في التايمز -بيكايون / ستيتس - أيتم، التي تصدر في نيو أورلز والتحق بمجلة التايم في عام 1978 وعمل كمراسل سياسي محرر للشأن الوطني، ووسائل الإعلام الحديثة قبل أن يصبح رئيس التحرير الرابع عشر للمجلة في عام 1996 . وتولي رئاسة مجلس الإدارة والأدارة التنفيذية للسي أن أنفي عام 2001 ، ثم الرئيس والمدير التنفيذي لمعهد آسبن في عام 2003.
قام بتأليف العديد من الكتب والسير الذاتية منها أسكتشات أمريكيه (2009)، وآينشتاين: حياته والكون (2007)، وبنجامين فرانكلين: والحياة الأمريكية (2003), وكيسنجر: سيرة ذاتية (1992)، ومؤلف مشارك مع إيفان توماس، في الرجال الحكماء: ستة أصدقاء والعالم الذي صنعوه (1986). وتكمن عظمة والتر آيزاكسون في تحريره لملامح الشخصيات الرائده في القيادة .
وفي 24 أكتوبر 2011، صُرِح لآيزاكسون بنشر السيرة الذاتية للمؤسس المشارك لشركة أبل ستيف جوبز ونشرت من قبل سيمون اند شوستر للنشر. وأصبح هذا الكتاب من أكثر الكتب مبيعا في العالم، وكسر كل الأرقام القياسية لمبيعات كتب السير الذاتية. أستند الكتاب على أكثر من أربعين مقابلة مع ستيف جوبز على مدار عامين وصولاً حتى قبل وفاته بقليل. كما أسترعي آيزاكسون أيضاً المحادثات التي كان يجريها جوبز مع أصدقائه، وأفرادأسرته، ومنافسين له في مجال عمله كلهم أتفقوا علي أن رؤيته أحدثت ثورة في مجالات الحاسوب، والموسيقى، والهواتف، والأفلام المتحركة، والنشر.
كما أنه رئيس مجلس الأدارة لمنظمة التعليم من أجل أمريكا الغير ربحية. وعضو في مجلس إدارة الخطوط الجوية المتحدة، وجامعة تولين، ومن المشرفين في جامعة هارفارد، ومؤسسة الأسرة لبلومبرغ، وجمعية المؤرخين الأميركيين. في عام 2012 ، تم اختياره من قبل مجلة التايمز كواحد من مائة شخصية أعتبروا من أكثر الشخصيات تأثيرا في العالم.

## خدماته للحكومة

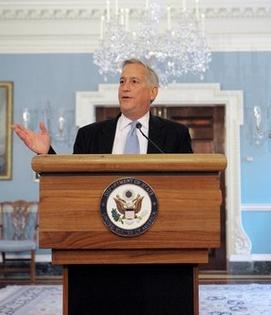
آيزاكسون رئيسا للشراكة الأميركية الفلسطينية، في مؤتمر صحفي بوزارة الخارجية، 29 أبريل 2008

في أكتوبر 2005، عينه الحاكم -ولاية لويزيانا- كاثلين بلانكو، كنائب رئيس هيئة تعافي لويزيانا، التي بدورها أشرفت على الإنفاق الحكومي للتعافي من إعصار كاترينا. وفي ديسمبر 2007 ، تم تعيينه من قبل الرئيس جورج بوش ليرئس الشراكة الأميركية الفلسطينية، التي تسعى إلى خلق المزيد من الفرص الاقتصادية والتعليمية علي الأراضي الفلسطينية. وعينته وزيرة الخارجية هيلاري كلينتون بمنصب نائب رئيس لجمعية شركاء من أجل بداية جديدة، التي تشجع القطاع الخاص والشركات للإستثمارات في الدول المسلمه. وشغل أيضا منصب الرئيس المشارك للحوار بين الولايات المتحدة وفيتنام على العامل البرتقالي، والذي أعُلن في يناير 2008 الأنتهاء من مشروع لأحتواء الديوكسين الذي خلفته الولايات المتحدة في القاعدة الجوية بدا نانغ وخِطط لبناء مراكز صحية على مختبر الديوكسين في المنطقة المتضررة. في عام 2009، تم تعيينه من قبل الرئيس أوباما ليكون رئيس مجلس لهيئة محافظي الإذاعة، التي تدير إذاعة صوت أمريكا، وإذاعة أوروبا الحرة، وغيرها من البث الدولي لحكومة الولايات المتحدة. وخدم فيها حتي عام 2012 .

## مطبوعاته
- إيلون ماسك (2023).[14]
- ستيف جوبز (2011).
- أسكتشات أمريكية (2009).
- آينشتاين: حياته والكون (2007).
- بنجامين فرانكلين: والحياة في أميركا (2003).
- هنري كيسنجر: سيرة ذاتية (1992).
- الحكماء: الأصدقاء الستة والعالم الذي صنعوه (1986) - بالاشتراك مع توماس إيفان.

## الإعلام
في مارس 2017، أطلق إيزاكسون بثًا صوتيًا مع شركة ديل للتكنولوجيا بعنوان Trailblazers، والذي يركز على تأثيرات التكنولوجيا على الأعمال. في عام 2018، أصبح إيزاكسون مضيفًا مشاركًا لبرنامج "Amanpour & Company"، وهو عرض جديد على PBS و CNN حل محل "The Charlie Rose Show".

## الكتابة
إيزاكسون مؤلف كتاب «اسكتشات أمريكية» (2009)، وأينشتاين: حياته والكون (2007)، وبنجامين فرانكلين: حياة أمريكية (2003) وكيسنجر: سيرة ذاتية (1992). وهو مؤلف مشارك، مع إيفان توماس، عن الحكماء: ستة أصدقاء والعالم الذي صنعوه (1986).
في 24 تشرين الأول (أكتوبر) 2011، تم نشر ستيف جوبز، السيرة الذاتية المأذون بها لإيزاكسون من قبل ستيف جوبز مؤسس شركة آبل، نشر بواسطة سايمون وشوستر، بعد عدة أسابيع فقط من وفاة جوبز. أصبح أكثر الكتب مبيعًا على المستوى الدولي، محطمًا جميع الأرقام القياسية لمبيعات السيرة الذاتية. استند الكتاب على أكثر من أربعين مقابلة مع جوبز على مدار عامين حتى وفاته قبل فترة وجيزة، وعلى محادثات مع الأصدقاء وأفراد الأسرة والمنافسين التجاريين لرجل الأعمال.
في شهر أكتوبر من عام 2014، نشر إيزاكسون كتاب المبتكرين: كيف ابتكرت مجموعة من المخترعين والمخترقين والعباقرة والمهوسيين الثورة الرقمية، التي تستكشف تاريخ الابتكارات التكنولوجية الرئيسية البارزة في الثورة الرقمية، وأبرزها التطورات الموازية للكمبيوتر والإنترنت. أصبح من أكثر الكتب مبيعًا لصحيفة نيويورك تايمز. في كتابتها لصحيفة نيويورك تايمز، وصفت جانيت ماسلن المؤلف بأنه «روح عطرة للحالمين والمتحمسين» الذي كتب عنه إيزاكسون.
وهو محرّر كتاب لمحات في القيادة: المؤرخون حول جودة العظمة المراوغة (2010، شركة دبليو. دبليو. نورتون للطباعة).
نشرت سيرته الذاتية ليوناردو دافنشي في 17 أكتوبر 2017، إلى مراجعات إيجابية من النقاد. في أغسطس 2017، فازت شركة بارامونت بيكتشرز بحرب مزايدة ضد يونيفرسال بيكتشرز من أجل حقوق سيرة دا فينشي لإيزاكسون. اشترى الاستوديو الحقوق بموجب صفقته مع شركة ليوناردو ديكابريو Appian Way Productions، والتي قالت إنها تخطط لإنتاج الفيلم مع ديكابريو كنجم. كاتب السيناريو جون لوغان (من أفلام The Aviator، Gladiator) قد تم اختياره لكتابة السيناريو.

## العمل الحكومي
في عام 2014، تم تعيينه من قبل عمدة نيو أورلينز ميتش لاندريو ليكون الرئيس المشارك للجنة نيو أورليانز ثلاثية المئوية، التي كانت تخطط للاحتفال بالذكرى 300 للمدينة في عام 2018. في عام 2015، تم تعيينه في مجلس تحالف My Brother's Keeper، الذي يسعى إلى تنفيذ مبادرات الرئيس أوباما لمكافحة الفقر وفرص الشباب. في عام 2016، تم تعيينه من قبل العمدة ميتش لاندريو، وأكده مجلس المدينة ليكون عضوا في لجنة تخطيط مدينة نيو أورليانز. وهو عضو في المجلس الاستشاري لوزارة الدفاع الأمريكية للابتكار. في عام 2018، تم تعيينه من قبل عمدة نيو أورليانز المنتخب لاتويا كانتريل ليكون رئيسًا مشاركًا لفريق الانتقال.

## مناصب
إيزاكسون شريك استشاري في شركة بيريلا ويتبرغ للخدمات المالية. وهو رئيس مجلس إدارة منظمة التعليم لأمريكا وهو عضو في مجالس إدارة الخطوط الجوية المتحدة، وجامعة تولين، والمدارس الجديدة في نيو اورلينز، وبلومبيرغ للأعمال الخيرية، ومؤسسة روكفيلر، ومعهد كارنيجي للعلوم، وجمعية المؤرخين الأمريكيين، شغل منصب الرئيس في عام 2012.
في مارس 2019، أصبح إيزاكسون هو المحرر العام وكبير مستشاري أركاديا للنشر، حيث سيقوم بترويج الكتب الخاصة بالشركة وكذلك التحرير وتطوير الاستراتيجيات الجديدة والشراكات.
إيزاكسون هو مشارك في قسم تاريخ العلوم وعضو في الغرفة العليا المشتركة لويل هاوس في جامعة هارفارد. وهو أيضًا زميل فخري لكلية بيمبروك في أكسفورد. يقوم إيزاكسون بتدريس دورة في تولين تسمى تاريخ الثورة الرقمية، وهي حلقة دراسية مفتوحة مليئة بالمناقشات حول التكنولوجيا والثقافة وتطور المجتمع.
كتابه ستيف جوبز على عن حياة رجل الأعمال ستيف جوبز، حصل على جائزة جيرالد لوب لعام 2012.
في عام 2012، تم اختياره كواحد من أسماء قائمة تايم 100، لأكثر الأشخاص نفوذاً في العالم. إيزاكسون هو زميل الجمعية الملكية للفنون وحصل على وسام بنجامين فرانكلين لعام 2013. Screenwriter John Logan (The Aviator, Gladiator) has been tapped to pen the script. وهو أيضًا عضو في الأكاديمية الأمريكية للفنون والعلوم، والجمعية الفلسفية الأمريكية وزميل فخري لكلية بيمبروك في أكسفورد.
في عام 2014، اختار الصندوق الوطني للعلوم الإنسانية إيزاكسون لمحاضرة جيفرسون، أعلى تكريم للحكومة الفيدرالية الأمريكية للإنجاز في العلوم الإنسانية. كان عنوان محاضرة إيزاكسون هو «تقاطع العلوم الإنسانية والعلوم».
لديه درجات فخرية من جامعة تافتس، كوبر يونيون، وليام وماري، جامعة فرانكلين في سويسرا، جامعة نيو أورليانز، جامعة ساوث كارولينا، جامعة مدينة نيويورك (كلية هانتر)، كلية بومونا، جامعة ليهاي، جامعة ديوك، وكولورادو كلية الجبل، حيث سميت مدرسة إيزاكسون للإعلام والاتصالات باسمه. وفي عام 2015 تلقى ميدالية نيكولز-تشانسيلور في جامعة فاندربيلت.

## روابط خارجية
- والتر إيزاكسون على موقع IMDb (الإنجليزية)
- والتر إيزاكسون على موقع مونزينجر (الألمانية)
- والتر إيزاكسون على موقع ميوزك برينز (الإنجليزية)
- والتر إيزاكسون على موقع إن إن دي بي (الإنجليزية)
- والتر إيزاكسون على موقع ديسكوغز (الإنجليزية)
- والتر إيزاكسون على موقع قاعدة بيانات الفيلم (الإنجليزية)